# Edward Villiers Rippingille
Edward Villiers Rippingille (vers 1790 - 1859) est un peintre à l'huile et aquarelliste anglais affilié au groupe informel d'artistes connu sous le nom de Bristol School. Dans ce groupe, il est un associé et  particulièrement proche d'Edward Bird et de Francis Danby,.

## Enfance et débuts
Rippingille est né à King's Lynn, Norfolk, il est fils de  fermier Sa date de naissance est incertaine, deux dates sont très souvent cités : 1790 ou 1798. À ses débuts il travaille à faire des portraits et à enseigner le dessin à Wisbech, où ses peintures sont vues et admirées par John Clare En 1813, il expose à la Norwich Society of Artistes, et présente Enrôlement à la Royal Academy.

## Succès et influences
Il s'installe à Bristol où il participe aux activités de croquis de l'école de Bristol. Il peint vers 1828 l'une de ses œuvres les plus célèbres : l'œuvre de Rippingille intitulée Sketching Party in Leigh Woods (Soirée croquis dans les bois de Leigh) représente une excursion à Leigh Woods typique de celles faites par les membres de l'école,[réf. nécessaire]. Il a travaille en étroite collaboration avec Edward Bird et est influencé par sa peinture de genre, Bird est un peintre naturaliste apprécié pour son utilisation des couleurs fraîches. En 1814, ils exposent tous deux à la Royal Academy des œuvres sur le même sujet, The Cheat Detected. Rippingille était également un ami proche de Francis Danby et son style se  développe aux côtés de celui de Danby sous l'influence de Bird. En 1819 Rippingille a connaît un succès à la Royal Academy avec The Post Office. En 1822, la Royal Academy expose The Recruiting Sergeant, une œuvre dans le style de Bird, et The Funeral Procession of William Canynge to St Mary Redcliffe, 1474. Ces œuvres comptent parmi les plus belles réalisations de Rippingille dans les domaines de la peinture de genre et historique.
Il expose seul à la nouvelle institution de Bristol en 1823 et, en 1824, et est l'un des organisateurs de la première exposition d'artistes locaux  En 1824, il expose The Stage Coach Breakfast à la Royal Academy. C'est son tableau le plus connu. Il dépeint plusieurs des figures littéraires associées à Bristol : Samuel Taylor Coleridge, William Wordsworth et Robert Southey,[réf. nécessaire].

## Galerie

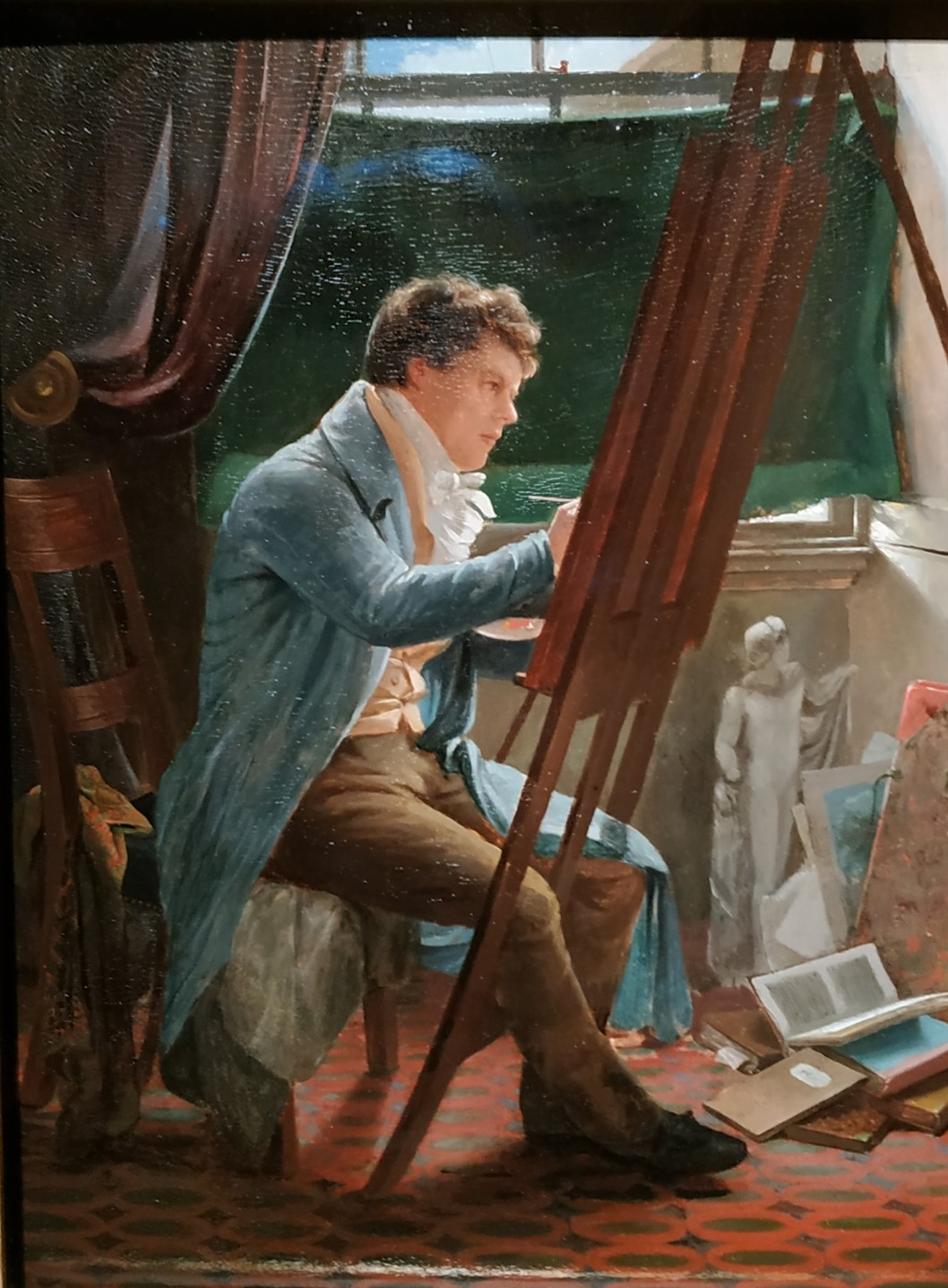
Portrait d'Edward Bird membre de la Royal Academy, 1817, huie sur panneau, Bristol museum art Gallery
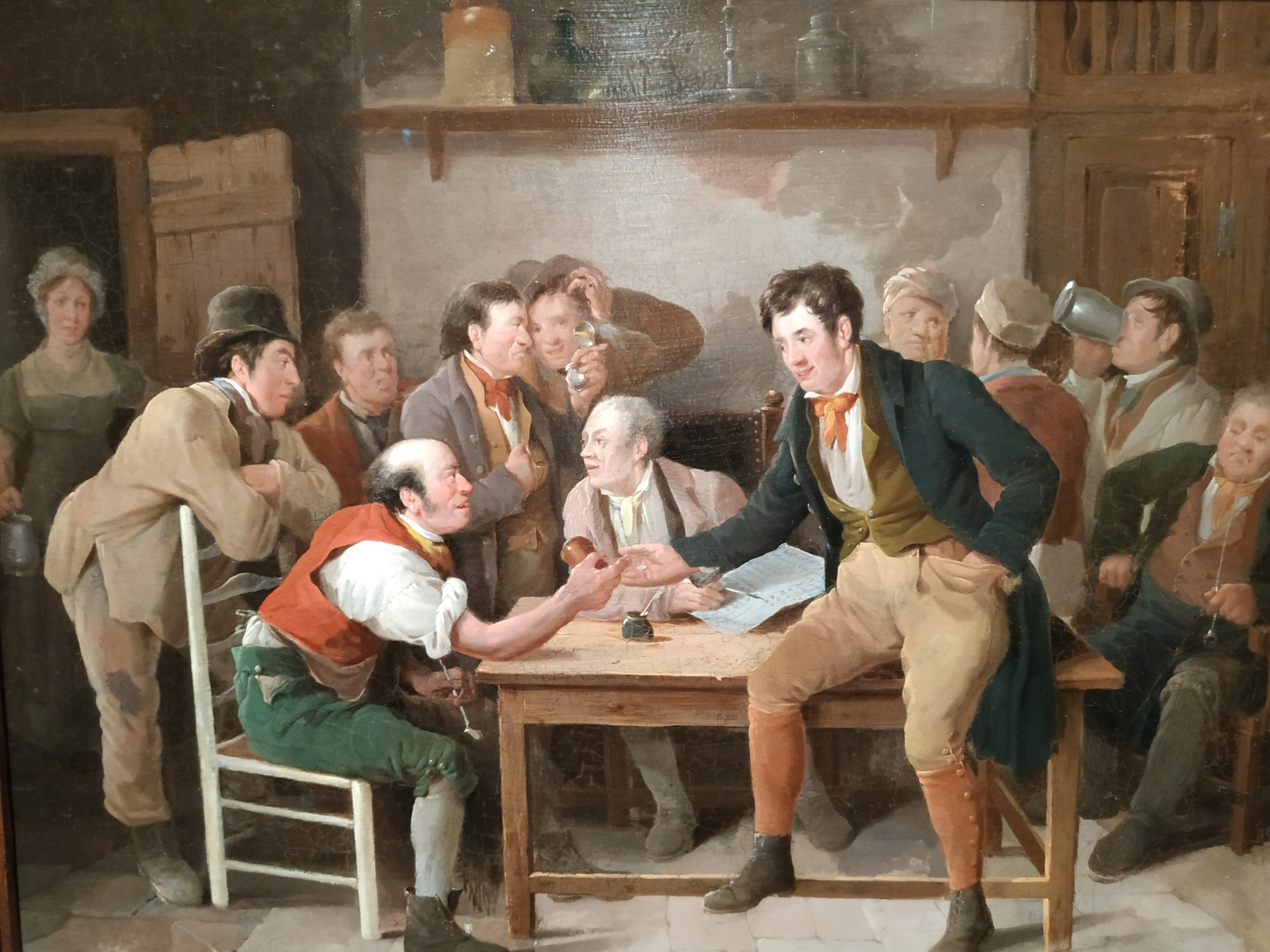
Scène d'auberge, vers 1820, Huile sur panneau, Bristol museum art Gallery
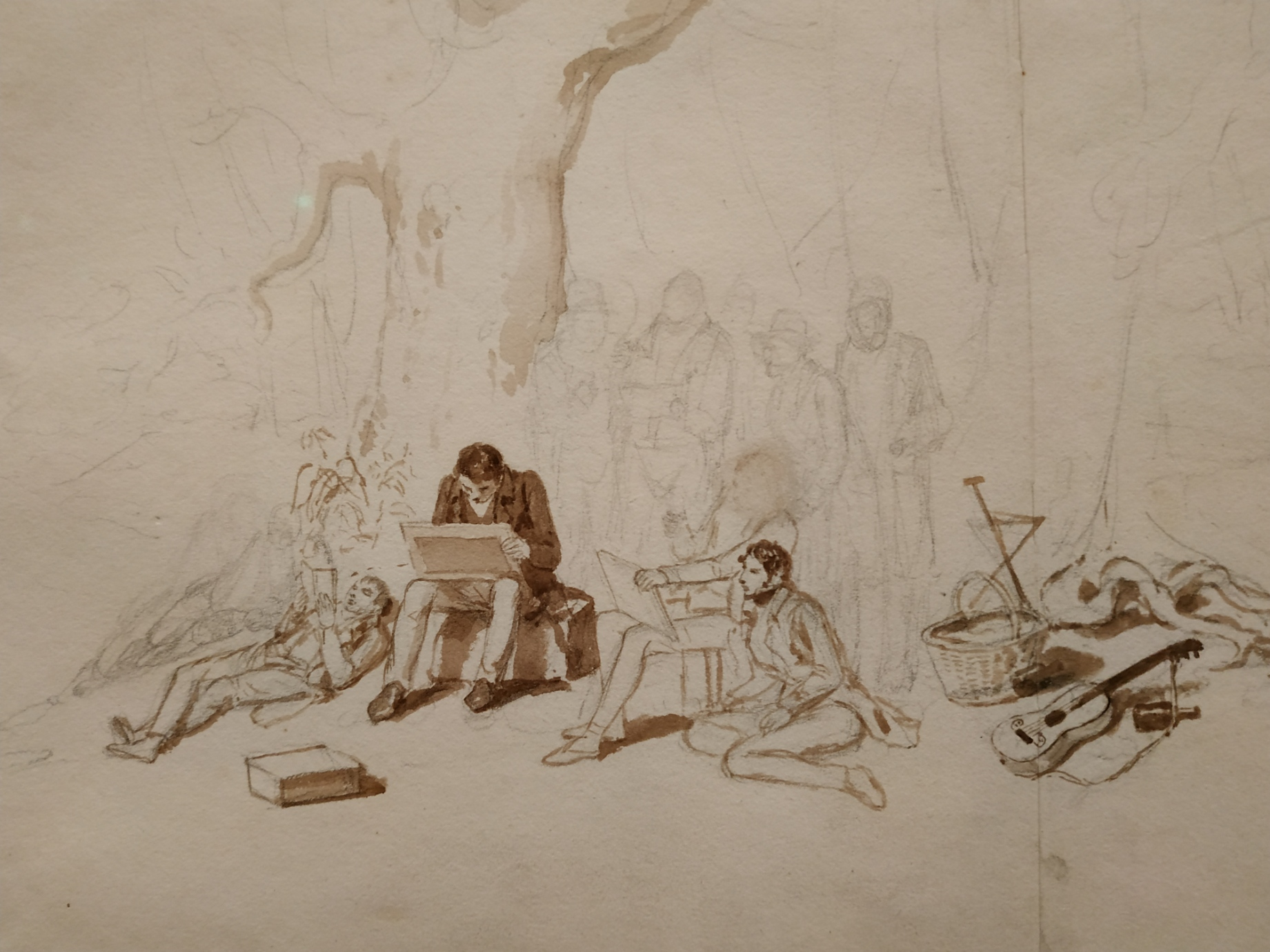
Une séance de croquis à Leigh Woods, vers 1828, crayon et sépia sur papier, Bristol museum art Gallery
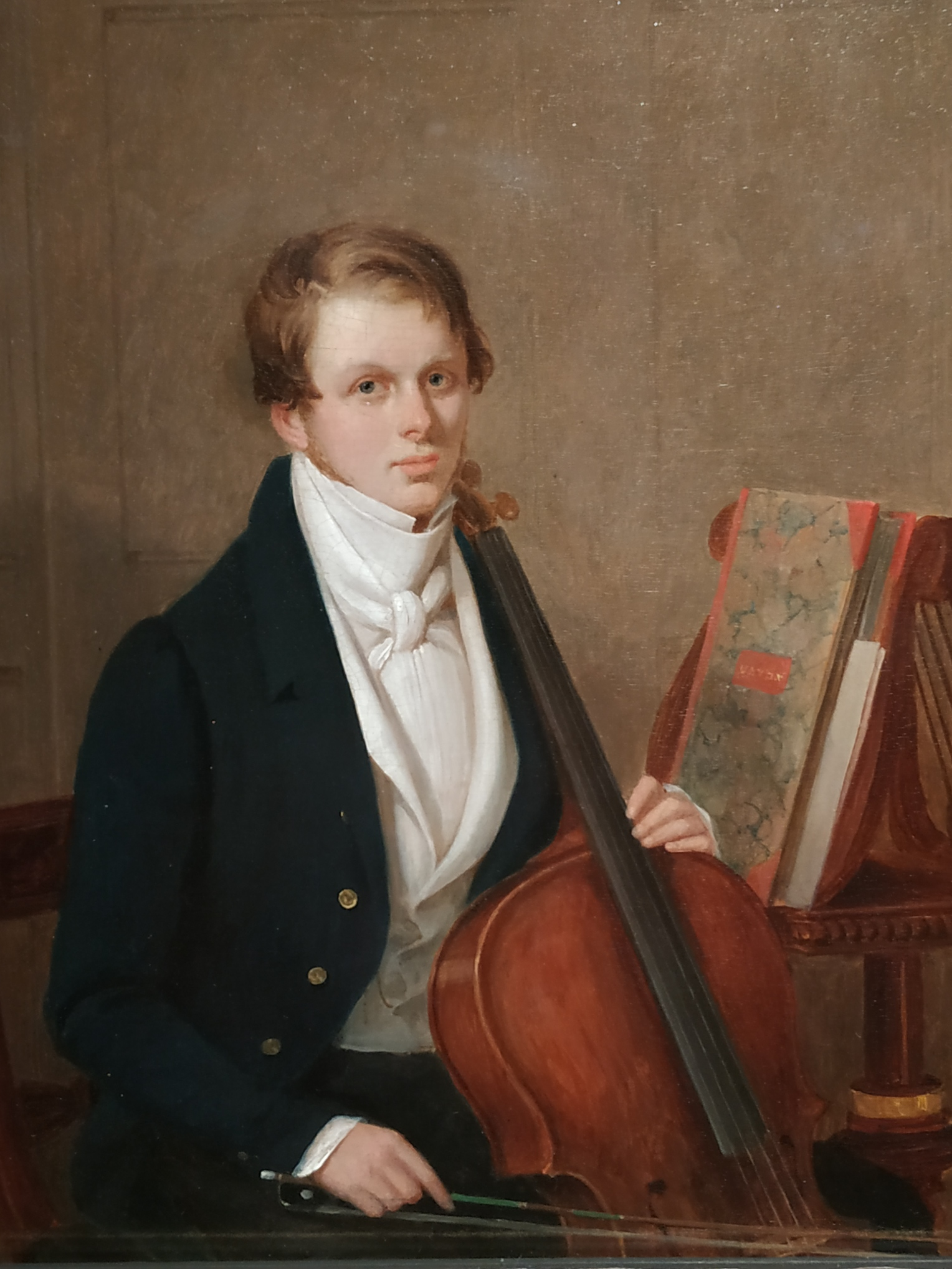
John Whitmore Isacc, vers 1829, huile sur panneau d'acajou, Bristol museum art Gallery

## Fin de carrière
En 1830, Rippingille quitte Bristol et voyage en France et en Allemagne. Il retourne à Londres où il se marie en 1832, avant de se rendre à nouveau en France, en compagnie de James Baker Pyne. En 1835, de retour à Londres, il organise sa propre exposition à Regent Street. À partir de 1837, il effectue des voyages en Italie et se concentre sur les sujets italiens. Il meurt le 22 avril 1859 à la gare de Swan Village dans les West Midlands.
Rippingille avait un frère, Alexander, qui était aussi un peintre travaillant à Bristol.